# Lista de picos ultraproeminentes do México

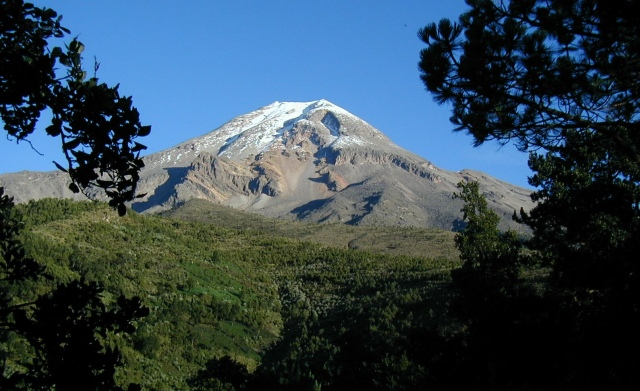
Volcán Citlaltépetl (Pico de Orizaba), um estratovulcão na fronteira entre os estados de Puebla e Veracruz, é o pico mais alto do México.

Esta é a lista dos 26 picos ultraproeminentes do México, ou seja, das montanhas que excedem o valor de 1500 metros de proeminência topográfica e que se situam em território mexicano. 

## Lista
| N. | Pico                   | Estado                    | Cordilheira                | Altitude (m)     | Proeminência (m) | Isolamento (km)   |
| -- | ---------------------- | ------------------------- | -------------------------- | ---------------- | ---------------- | ----------------- |
| 1  | Pico de Orizaba        | Puebla · Veracruz         | Eixo Neovulcânico          | 5636 m 18 491 ft | 4922 m 16 148 ft | 2 690 km 1 672 mi |
| 2  | Popocatépetl           | México · Morelos · Puebla | Eixo Neovulcânico          | 5410 m 17 749 ft | 3040 m 9 974 ft  | 143 km 89 mi      |
| 3  | Nevado de Colima       | Jalisco                   | Eixo Neovulcânico          | 4270 m 14 009 ft | 2720 m 8 924 ft  | 407 km 253 mi     |
| 4  | Nevado de Toluca       | México                    | Eixo Neovulcânico          | 4690 m 15 387 ft | 2225 m 7 300 ft  | 118 km 74 mi      |
| 5  | Cerro Tiotepec         | Guerrero                  | Sierra Madre del Sur       | 3550 m 11 647 ft | 2180 m 7 152 ft  | 185 km 115 mi     |
| 6  | Cerro El Nacimiento    | Oaxaca                    | Sierra Madre del Sur       | 3710 m 12 172 ft | 2140 m 7 021 ft  | 1,6 km 1,0 mi     |
| 7  | Picacho del Diablo     | Baja California           | Sierra de San Pedro Mártir | 3110 m 10 203 ft | 2140 m 7 021 ft  | 334 km 208 mi     |
| 8  | Cerro Las Conchas      | Michoacán                 | Michoacán                  | 2890 m 9 482 ft  | 1960 m 6 430 ft  | 105 km 65 mi      |
| 9  | Matlalcueitl           | Puebla · Tlaxcala         | Eixo Neovulcânico          | 4430 m 14 534 ft | 1940 m 6 365 ft  | 64 km 39 mi       |
| 10 | Sierra de la Laguna    | Baja California Sur       | Sierra de la Laguna        | 2090 m 6 857 ft  | 1920 m 6 299 ft  | 342 km 213 mi     |
| 11 | Sierra La Madera       | Coahuila                  | Planalto Mexicano          | 3030 m 9 941 ft  | 1905 m 6 250 ft  | 227 km 141 mi     |
| 12 | Cerro Tia Chena        | Nuevo León                | Sierra Madre Oriental      | 2630 m 8 629 ft  | 1885 m 6 184 ft  | 55 km 34 mi       |
| 13 | Cerro Potosí           | Nuevo León                | Sierra Madre Oriental      | 3720 m 12 205 ft | 1875 m 6 152 ft  | 570 km 354 mi     |
| 14 | Cerro La Joya          | Querétaro                 | Sierra Madre Oriental      | 2920 m 9 580 ft  | 1870 m 6 135 ft  | 66 km 41 mi       |
| 15 | Volcán Tancítaro       | Michoacán                 | Eixo Neovulcânico          | 3840 m 12 598 ft | 1665 m 5 463 ft  | 138 km 86 mi      |
| 16 | Picacho San Onofre     | Nuevo León                | Sierra Madre Oriental      | 3540 m 11 614 ft | 1640 m 5 381 ft  | 125 km 78 mi      |
| 17 | Cerro El Centinela     | Coahuila                  | Planalto Mexicano          | 3120 m 10 236 ft | 1640 m 5 381 ft  | 187 km 116 mi     |
| 18 | El Aguacate Oeste      | Oaxaca                    | Sierra Madre del Sur       | 2820 m 9 252 ft  | 1640 m 5 381 ft  | 57 km 36 mi       |
| 19 | Tres Virgenes          | Baja California Sur       | Tres Virgenes              | 1950 m 6 398 ft  | 1625 m 5 331 ft  | 340 km 211 mi     |
| 20 | Sierra de Santa Martha | Veracruz                  | Eixo Neovulcânico          | 1690 m 5 545 ft  | 1620 m 5 315 ft  | 179 km 111 mi     |
| 21 | Cerro Las Capillas     | Jalisco                   | Jalisco                    | 2890 m 9 482 ft  | 1590 m 5 217 ft  | 56 km 35 mi       |
| 22 | Sierra del Fraile      | Nuevo León                | Sierra Madre Oriental      | 2390 m 7 841 ft  | 1590 m 5 217 ft  | 26 km 16 mi       |
| 23 | Cerro Zempoaltepetl    | Oaxaca                    | Sierra Madre del Sur       | 3420 m 11 220 ft | 1580 m 5 184 ft  | 107 km 67 mi      |
| 24 | Iztaccíhuatl           | México · Puebla           | Eixo Neovulcânico          | 5230 m 17 159 ft | 1560 m 5 118 ft  | 17 km 11 mi       |
| 25 | Volcán de Tequila      | Jalisco                   | Jalisco                    | 2930 m 9 613 ft  | 1530 m 5 020 ft  | 63 km 39 mi       |
| 26 | Sierra El Cerro Azul   | Oaxaca                    | Oaxaca                     | 2310 m 7 579 ft  | 1510 m 4 954 ft  | 109 km 68 mi      |